# Rote Fledermaus
Die Rote Fledermaus (Lasiurus borealis) ist eine Fledermausart aus der Familie der Glattnasen (Vespertilionidae), die in Nordamerika beheimatet ist.
Der Gattungsname Lasiurus ist griechisch und bedeutet „behaarter Schwanz“. Der Artname borealis ist lateinisch und bedeutet „nördlich“.

## Beschreibung
Die Rote Fledermaus hat eine unverwechselbare ziegel- bis rostrote Fellfarbe mit zwei weißen Flecken an den Schultern. Die Haare sind mit 5,8 mm ungewöhnlich lang und weisen eine weiße Spitze auf. Die Unterseite ist leicht blasser als der Rücken. Die Schwanzflughaut ist stark behaart. Die Ohren sind breit und rund und ragen nach vorne gelegt bis zur Hälfte über die Schnauze. Der Calcar ist doppelt so lang wie der Fuß. Die Flügel sind relativ lang und schmal, was die Rote Fledermaus zu einem schnellen aber wenig wendigen Flieger macht. Die Gesamtlänge der Roten Fledermaus beträgt im Schnitt 108,9 mm mit einer Unterarmlänge von 40,6 mm und einem Gesamtgewicht von 7 bis 13 g. Die Weibchen sind dabei etwas größer als die Männchen.

## Lebensweise
Die Rote Fledermaus ist wie die meisten Fledermäuse nachtaktiv und beginnt 1–2 Stunden nach Sonnenuntergang mit der Futtersuche. Dabei fliegt sie meist in offenem Gelände oder oberhalb der Baumkrone. Sie ernährt sich von fliegenden Insekten wie Nachtfalter, Zweiflügler, Hautflügler und Gleichflügler, erbeutet jedoch auch Insekten, die am Boden leben, wie Zikaden, Käfer und Grillen.
Rote Fledermäuse sind in der Regel Einzelgänger, die tagsüber in Bäumen und Sträucher in 1,1–6,2 m Höhe über dem Boden hängen. Es finden sich aber manchmal auch Gruppen von bis zu fünf Tieren unter einem einzigen Blatt, obwohl andere geeignete Hangplätze vorhanden wären. Dabei liegen die Hangplätze immer im Schatten, sind von den Seiten her geschützt und oft nur im unteren Bereich offen.
Die Rote Fledermaus gehören zu den im Winter und Frühjahr migrierenden Fledermausarten, wobei die sonst solitären Tiere in Gruppen ziehen und jagen. Manche Tiere verbleiben aber in den nördlicheren Regionen und verbringen den Winter im Winterschlaf in großen Gruppen in gut geschützten Höhlen. Auch außerhalb des Winterschlafs können die Tiere ab Temperaturen unter 20 °C in Torpor gehen und dabei ihre Herzrate auf weniger als 16 Schläge pro Minute absenken.
Zu den bekannten Fressfeinden gehören Opossums, Hauskatzen, Buntfalken, Merline, Virginia-Uhus und Rennkuckucke. In den östlichen Vereinigten Staaten ist der Blauhäher wahrscheinlich der wichtigste Fressfeind, der es besonders auf die Jungtiere abgesehen hat.

## Fortpflanzung

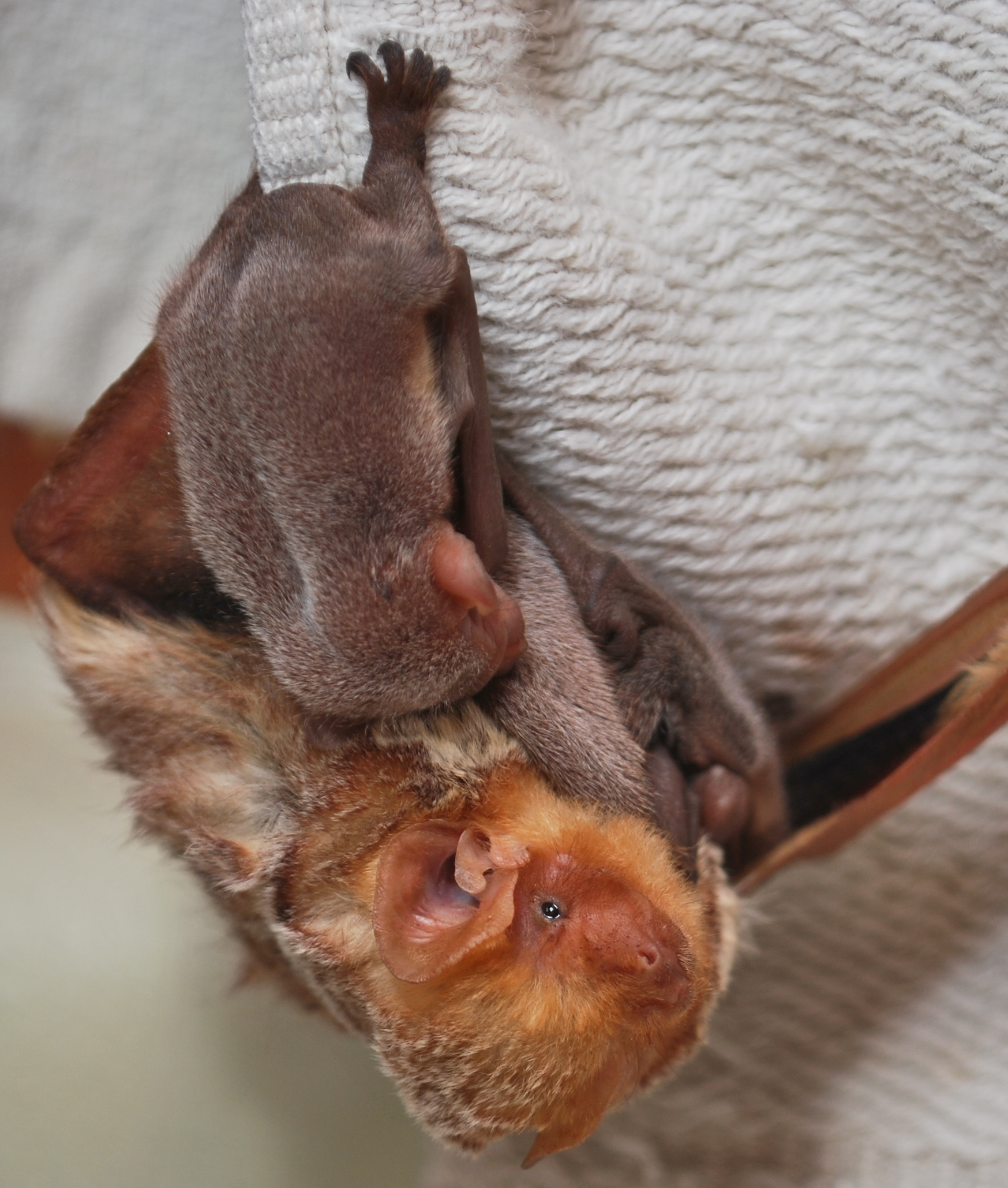
Weibchen mit Jungtieren

Wie bei vielen anderen Fledermausarten der gemäßigten Breiten findet die Paarung der Roten Fledermaus im Herbst statt. Die Weibchen lagern die Spermien durch den Winter hindurch in ihren Geschlechtsorganen. Der Eisprung findet im April und Mai statt, wonach die Eizelle mit den gelagerten Spermien befruchtet wird. Nach einer Tragezeit von 80 bis 90 Tagen gebären die Weibchen 1–5 nackte haarlose Jungtiere mit einem durchschnittlichen Gewicht von lediglich 0,5 g. Die durchschnittliche Wurfgröße von je nach Gebiet 2,3–3,2 Jungen ist ungewöhnlich hoch für Fledermäuse. Die Jungtiere hängen sich nach der Geburt mit den Zähnen und Daumenkrallen, sowie mit den Füßen an das Fell der Mutter, werden jedoch während der Futtersuche vom Muttertier im Hangplatz zurückgelassen. Nach 3–4 Wochen öffnen die Jungtiere die Augen. Das Fell ist zu diesem Zeitpunkt noch kurz, jedoch schon relativ dicht, und die Jungen wiegen jetzt 4–5 g. Ältere Jungtiere hängen tagsüber in unmittelbarer Nähe zur Mutter und werden insgesamt bis zu einem Alter von 6 Wochen gesäugt. Erste Flugversuche werden im Alter von 3 Wochen unternommen, wobei die Jungen nach 6 Wochen selbständig sind.

## Verbreitung
Die Rote Fledermaus kommt in den Vereinigten Staaten östlich der Rocky Mountains bis zum Norden Mexikos vor. Auf den Bermudas ist die Art ausgestorben. Die IUCN schätzt die Art dank ihrer weiten Verbreitung und ihres Vorkommens in geschützten Gebieten als ungefährdet ein.